# Божидар Јанковић (лекар)
Божидар C. Јанковић (Београд, 12. октобар 1880 – Београд, 7. март 1936) био је лекар, учесник Балканских ратова и Првог светског рата, санитетски бригадни генерал, референт санитета III армијске области.

## Биографија
Божидар Јанковић рођен је у Београду 12. октобра 1880. године. Основну и срдњу школу завршава у Београду. Након завршене средње школе 1899. године одлази у Петроград на студије медицине. Дипломирао је на Војној медицинској академији 1905. године.
Након завршетка школовања враћа се у Србију, и постаје лекар у Општој државној болници у Београду. Срески лекар постаје 29. јуна 1909. године.

## Балкански ратови и Први светски рат
Одмах по избијању Балканског рата 1912. године, као српски патриота ставља се на располагање војним властима. За време Балканских ратова 1912. и 1913. године, као резервни санитетски поручник био је трупни лекар 13 пешадијског пука другог позива.
У Првом светском рату 1914. и 1915. године као резервни санитетски капетан I класе, био је трупни лекар 13, а затим пешадијског пука другог позива.

## Добровољни одлазак у Русију 1916. године
Наредбом Команданта Српског Добровољачког Одреда, Бр. 42 од 20. јануара 1916. године приступа се формирању I пука Српског Добровољачког Одреда чији је командант био Стеван Хаџић.
Наредбом Министарства војног и Врховне Команде од 22. и 24. фебруара одређена је група од 13 санитетских официра, 10 медицинара и једног ветеринара, која је упућена у Русију. Лекари и медицинари пристизали су у неколико група, заобилазним путем, морем и копном, из Солуна преко Енглеске и Скандинавије. Тако су почетком 1916. године пристигли пуковник др Милан Жерајић, потпуковници др Драгослав Поповић и др Михаило Величковић, мајор др Момчило Ивковић, капетани I класе др Владимир Станојевић, др Божидар Јанковић и други. У санитету, највиши командни положаји поверени су српским санитетским официрима.
Од 1916. до 1918. године Божидар Јанковић био је трупни лекар I пука прве добровољачке дивизије, а затим командир болничке чете I добровољачке дивизије у Русији где је учествовао у свим борбама.

## Повратак у Србију
Након повратка у Србију, вратио се на стару дужност као срески лекар.
На предлог Министра Војног и Морнарице Стевана Хаџића, а указом од 18. јануара 1920. године, резервни санитетски мајор Др Божидар Јанковић постављен је за активног санитетског официра са истим чином. Од фебруара 1920. године као санитетски мајор распоређен је на дужност трупног лекара 2 пешадијског пука Југословенске дивизије и референт санитета Зетске дивизијске области. Марта 1923. године постављен је за лекара команде Београда, а 15. октобра 1923. године постаје начелник Санитетског одељења Дунавске дивизијске области. Санитетски потпуковник Божидар Јанковић поред редовне дужности поставњен је 9. марта 1925. године на службу за санитетске послове у опште одељење Команде Београда. Шеф Лекарског одсека Санитетског Одељења Министарства Војске постаје 24. марта 1927. године.
Краљ Александар I Карађорђевић, а на предлог Министра Војске и Морнарице Милана Ж. Миловановића, унапредио је у чин Санитетског бригадног генерала Божидара С. Јанковића 6. септембра 1934. године.
Петар II Карађорђевић, а на предлог Министра Војске и Морнарице Петра Живковића, поставља Санитетског бригадног генерала Божидара С. Јанковића за референта санитета III армијске области 12. марта 1935. године.
Божидар Јанковић преминуо је 7. марта 1936. године у Београдској војној болници у 55 години. Сахрањен је на Новом гробљу, парцела 7. Сахрани је присуствао помоћник Министра војске и морнарице дивизијски генерал Владимир Цукавац, др Жарко Рувидић, генерали др Ђорђе Протић, др Александар Марковић, пуковник Николајевић и велики број пријатеља, посланика, виших и нижих официра.
Божидар Јанковић био је члан главног одбора Југословенског друштва за чување народног здравља, као и стални члан Санитетско-Ветеринарског комитета. У више наврата био је члан и председник испитне комисије за више чинове у санитетској и ветеринарској струци.
За своју дугу и савесну службу одликован је бројним високим домаћим и страним одликовањима.

## Одликовања

### Домаћа
- Орден Белог Орла V реда
- Орден Белог Орла IV реда
- Орден Светог Саве V реда
- Златна медаља за храброст
- Златна медаља за ревносну службу (два пута)
- Сребрна медаља за ревносну службу

### Страна
- Орден Свете Ане II реда
- Орден Светог Станислава